# Geulanggang Rayeuk
Geulanggang Rayeuk is een bestuurslaag in het regentschap Bireuen van de provincie Atjeh, Indonesië. Geulanggang Rayeuk telt 287 inwoners (volkstelling 2010).